# Interpol
Pour les articles homonymes, voir Interpol (homonymie).
L'Organisation internationale de police criminelle (OIPC), communément abrégée Interpol, est une organisation internationale créée le 7 septembre 1923 dans le but de promouvoir la coopération policière internationale. Son siège est situé à Lyon, en France.
Interpol est connue pour délivrer, entre autres, des notices rouges, documents d'alerte qui une fois publiés permettent d'assurer la traque planétaire de criminels recherchés dans le monde. Ces documents qui contiennent des éléments d'identification et des éléments juridiques sur les individus recherchés sont diffusés à travers 196 pays membres. Ils facilitent grandement le travail des polices nationales en leur permettant d'identifier, de localiser et d'arrêter des individus recherchés sur la base de n'importe quel contrôle à des fins d'extradition.
Sa devise est : « Relier les polices pour un monde plus sûr », et sa mission est de « Prévenir et combattre la criminalité grâce à une coopération policière internationale renforcée  ».
En 2018, son président est arrêté par la Chine : il sera déclaré démissionnaire. Il est remplacé par Ahmed Naser Al-Raisi, policier émirati visé par plusieurs plaintes pour « torture » en France et en Turquie.

## Historique
Les prémices de la création d'Interpol datent du début du XXe siècle. Cette idée de police internationale avait été émise par Edmond Locard, grand professeur de médecine légale, qui fonda à Lyon (sa ville) en 1910 le premier laboratoire de police scientifique au monde. Celui-ci se trouvait en 1905 au VIe Congrès d’anthropologie criminelle, à Turin. Parmi les personnages importants qui s'y trouvent, il y rencontre le criminologue français Alphonse Bertillon, le professeur italien de médecine légale et psychiatre Cesare Lombroso, ainsi que le criminologue et photographe suisse Rodolphe Archibald Reiss. En voyant tout ce monde Edmond Locard se rend compte que pour lutter contre le crime international il faut user d'une police internationale.
L'idée se poursuit en 1914 lors du premier Congrès international de police criminelle : des officiers de police, juristes et magistrats de 14 pays se réunissent à Monaco à l'initiative du prince Albert Ier pour discuter des procédures d'arrestation et d'extradition, techniques d'identification et centralisation des fichiers. La Première Guerre mondiale suspend cette initiative.
L'organisation est créée le 7 septembre 1923 lors du deuxième Congrès à l'initiative de Johann Schober, le directeur de la police de Vienne qui réunit dans sa ville les responsables des forces de polices de vingt pays pour fonder la Commission internationale de police criminelle (CIPC).
À la suite de l'Anschluss (rattachement de l'Autriche à l'Allemagne nazie) en 1938 la CIPC passe sous le contrôle de la Gestapo et son siège de Vienne est transféré à Berlin en 1942. La plupart des polices des pays membres continuent alors leur coopération, participant notamment à la traque des résistants et à la Shoah. L'organisation renaît en 1946 sous l'égide de la France, de la Belgique, du Royaume-Uni et des pays scandinaves. En 1956 le statut est modernisé et la CIPC devient « Organisation internationale de police criminelle-Interpol ».
Après la guerre, Interpol donne l'ordre, en interne, de ne pas poursuivre les crimes liés au régime nazi, sous le prétexte qu'ils étaient « de nature politique », afin de protéger les nombreux policiers ayant participé aux crimes nazis.
Interpol est reconnue en tant qu'organisation intergouvernementale par l'ONU en 1971 et l'année suivante un accord de siège est conclu avec la France. En 2003, un centre de commandement et de coordination est instauré. En 2001 Interpol se dote d'un bureau de liaison au siège de l'Union africaine à Addis-Abeba. En 2004 un nouveau bureau de liaison est créé au siège de l'ONU à New York. Un troisième est créé en 2009 au siège de l'Union européenne à Bruxelles.
En 2008 le président d'Interpol Jackie Selebi est contraint de démissionner, accusé d'avoir été corrompu par un narcotrafiquant. Il est condamné à 15 ans de prison pour corruption par le tribunal de Johannesburg le 3 août 2010.
Vers le 25 septembre 2018,  le président d'Interpol Meng Hongwei disparaît. Sa démission est annoncée le 7 octobre 2018 à la suite de l'annonce de son arrestation en Chine, qui n'avait plus donné signe de vie depuis son départ en Chine, fin septembre 2018,,. L'office chinois de lutte contre la corruption annonce par la suite que Meng Hongwei fait l'objet d'une enquête pour violations présumées de la loi.

## Siège

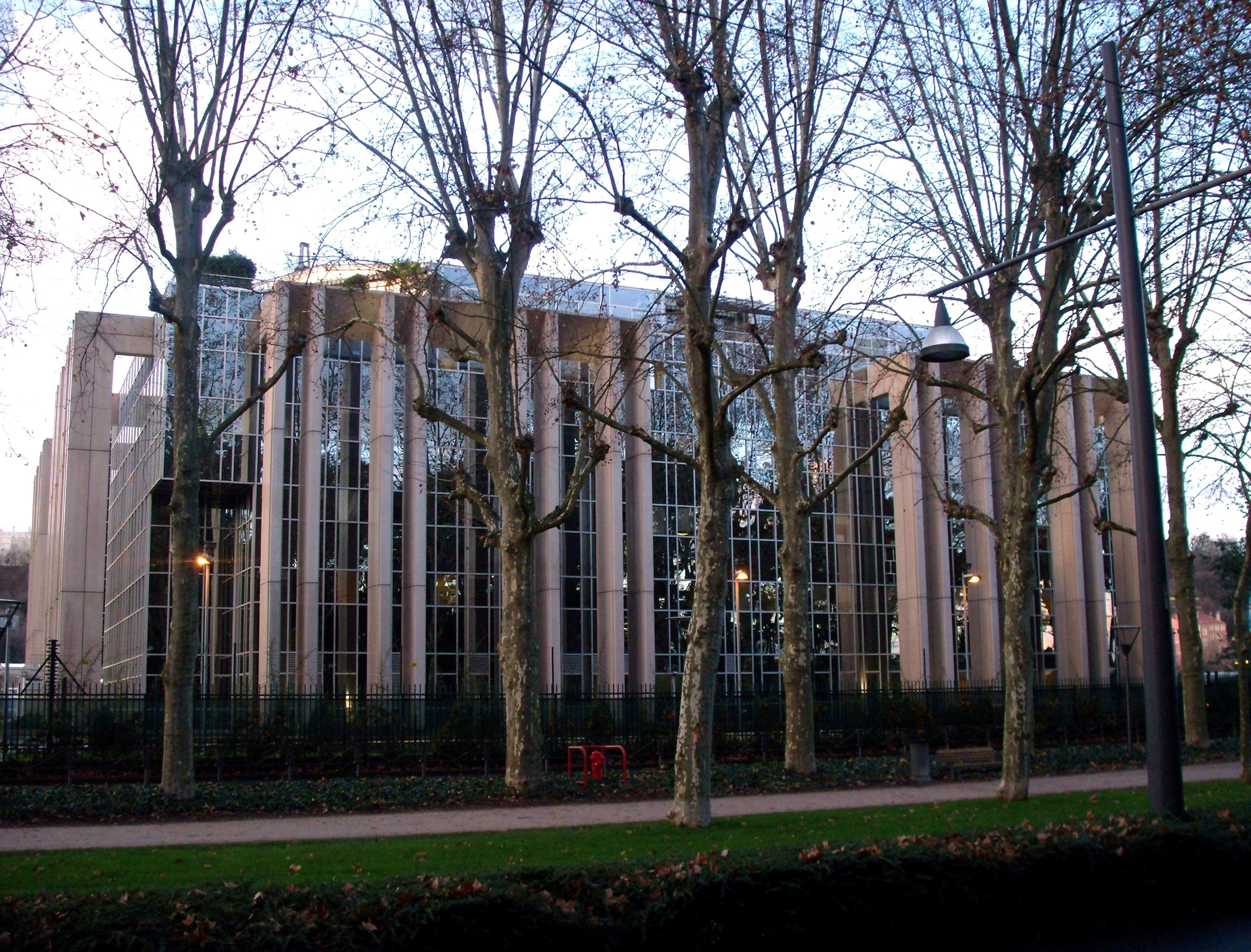
Siège social d'Interpol à Lyon, France.

Le siège d'Interpol est situé dans le quartier de la Cité internationale, au 200, quai Charles-de-Gaulle, dans le 6e arrondissement de Lyon en France, depuis le 1er mai 1989. Auparavant, l'organisation était déjà basée dans ce pays, à Paris dès 1946, puis rue Armengaud à Saint-Cloud en 1967.
Elle dispose par ailleurs de sept bureaux régionaux :
- Buenos Aires (Argentine)
- San Salvador (Salvador)
- Yaoundé (Cameroun)
- Abidjan (Côte d'Ivoire)
- Nairobi (Kenya)
- Bangkok (Thaïlande) (bureau de liaison)
- Harare (Zimbabwe)

Et de trois représentations auprès d'organisations internationales :
- à l'Union africaine à Addis-Abeba depuis 2001[11]
- aux Nations unies à New York depuis 2004[12]
- à l'Union européenne à Bruxelles depuis 2009[13]

## Pays membres
Interpol regroupe un total de 196 pays membres. Chaque pays membre dispose d’un Bureau central national (National Central Bureau (NCB)) assurant la liaison entre sa police nationale et celles des autres pays pour former le réseau mondial.
Voici la liste des pays membres de l'organisation :

La carte des membres d'Interpol.

## Bureaux régionaux
- Anguilla
- Bermudes
- Îles Caïmans
- Gibraltar
- Hong Kong
- Macao
- Montserrat
- Porto Rico
- Samoa américaines
- Îles Turques-et-Caïques
- Îles Vierges britanniques

## Membres des Nations unies non membres d'Interpol
- Corée du Nord
- Tuvalu

## États et entités partiellement reconnus sans adhésion ou bureau
- Chypre du Nord
- Kosovo
- Taïwan[N 1]

## États non reconnus sans membre ou statut de sous-bureau
- Abkhazie
- Ossétie du Sud-Alanie
- Somaliland
- Transnistrie

Source : (en) États membres et territoire non incorporé sur la Wikipédia en anglais.[source insuffisante]

## Structure
La structure de l'OIPC est la suivante :
- l'assemblée générale, instance suprême de l'organisation, qui regroupe une fois par an l'ensemble des délégués des États membres, élit le comité exécutif, définit via des résolutions la politique générale, les moyens ;
- le comité exécutif, composé de 13 personnes dont le président, surveille l’exécution des décisions de l’assemblée générale, oriente l’action de l’organisation ;
- le secrétariat général met en œuvre les missions de l’organisation via ses sept bureaux régionaux et ses représentants spéciaux auprès des Nations unies et de l’Union européenne ;
- les bureaux centraux nationaux assurent la liaison entre les services de police et l’organisation (en France, le BCN est rattaché à la division des relations internationales de la direction centrale de la police judiciaire)[15] ;
- la commission de contrôle des fichiers d’Interpol a pour but de vérifier la conformité des traitements des données à caractère personnel avec la réglementation.

Actuellement, le poste de président d'Interpol est surtout honorifique, sa gestion quotidienne étant assurée par le secrétaire général.

### Secrétaires généraux

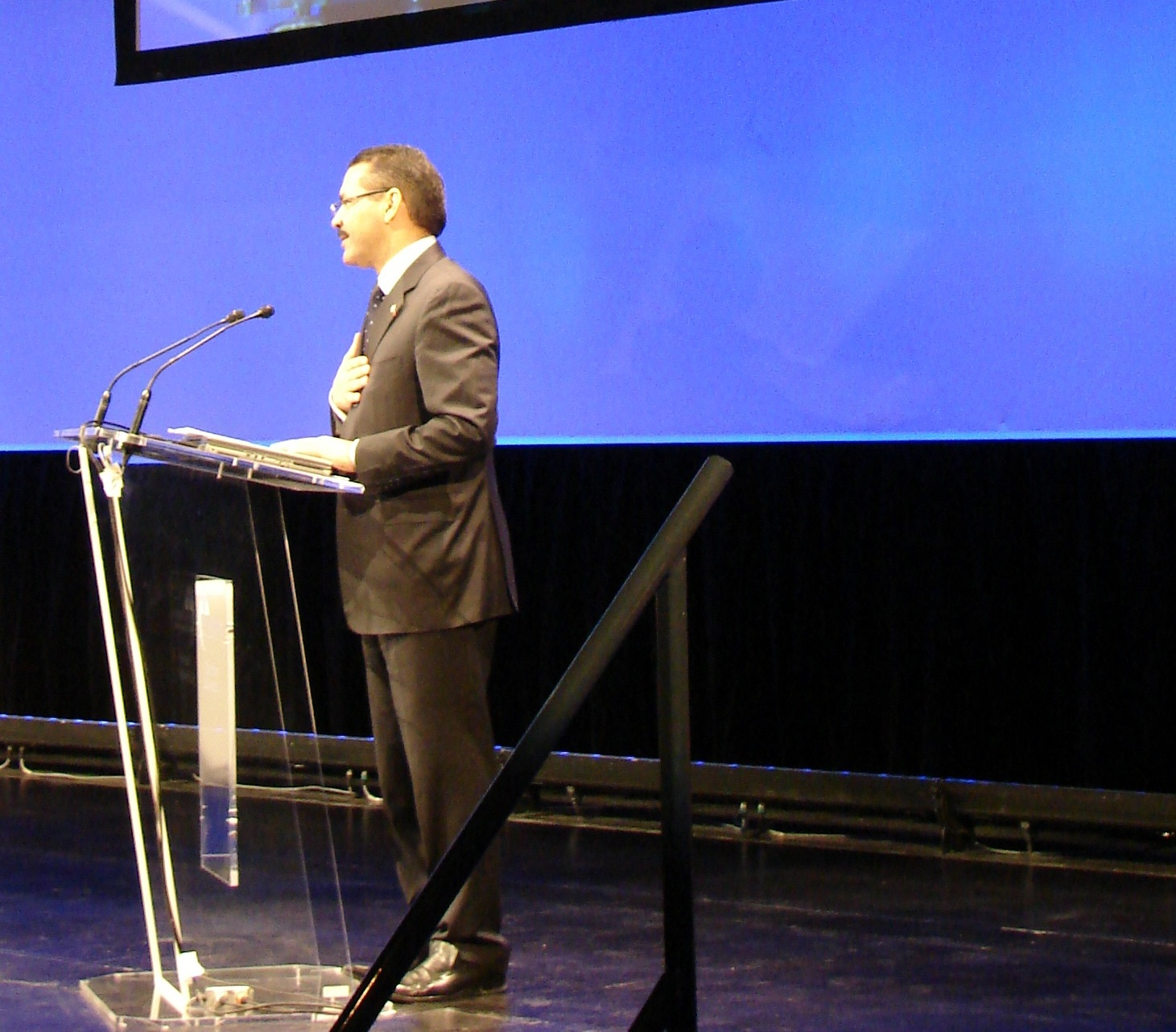
Le secrétaire général Ronald Noble au 6e congrès global sur la lutte contre la contrefaçon et le piratage (2011).

- : Oskar Dressler (1923-1945)
- : Louis Ducloux (1946-1951)
- : Marcel Sicot (1951-1963)
- : Jean Népote (1963-1978)
- : André Bossard (1978-1985)
- : Raymond Kendall (1985-2000)
- : Ronald K. Noble (2000-2014)
- : Jürgen Stock (depuis 2014)[17]

### Présidents depuis la fondation en 1923
Présidents de la Commission internationale de police criminelle (1923 - 1946) :
- : Johann Schober (1923-1932)
- : Franz Brandl (1932-1934)
- : Eugen Seydel (1934-1935)
- : Michael Skubl (1935-1938)
- : Otto Steinhäusl (1938-1940)
- : Reinhard Heydrich (1940-1942)
- : Arthur Nebe (1942-1943)
- : Ernst Kaltenbrunner (1943-1945)

Présidents d'Interpol depuis 1946 :
- : Florent Louwage (1945-1956)
- : Agostinho Lourenço (1956-1960)
- : Richard Jackson (1960-1963)
- : Fjalar Jarva (1963-1964)
- : Firmin Franssen (1964-1968)
- : Paul Dickopf (1968-1972)
- : William Leonard Higgitt (1972-1976)
- : Carl Persson (1976-1980)
- : Jolly Bugarin (1980-1984)
- : John Simpson (1984-1988)
- : Ivan Barbot (1988-1992)
- : Norman D. Inkster (1992-1994)
- : Björn Eriksson (1994-1996)
- : Toshinori Kanemoto (1996-2000)
- : Jesús Espigares-Mira (2000-2004)
- : Jackie Selebi (2004-2008)
- : Khoo Boon Hui (2008-2012)
- : Mireille Ballestrazzi (2012-2016)
- : Meng Hongwei (2016-2018)[18]
- : Kim Jong-yang (2018-2021)[N 2]
- : Ahmed Naser Al-Raisi (depuis 2021)

## Fonctionnement et mode d'intervention

### Le système des notices internationales

#### Principe
Les notices sont des messages d'alerte internationaux diffusés par l'Organisation internationale de police criminelle connue sous le nom d'Interpol utilisés par les services de police pour communiquer à leurs homologues du monde entier des informations sur des infractions, des malfaiteurs et des menaces. Interpol les diffuse à tous ses pays membres à la demande d'un pays membre ou d'une entité internationale autorisée.
Les informations diffusées via ces notices sont de natures diverses et peuvent concerner :
- des personnes recherchées pour des infractions graves ;
- des personnes disparues ;
- des personnes décédées non identifiées ;
- des menaces potentielles ;
- des évasions de personnes détenues ;
- des modes opératoires de malfaiteurs

En somme, les notices ont pour but d'attirer l'attention sur les infractions et événements graves.
Bien que l'expression « mandat d'arrêt international » soit encore largement utilisée par la presse et les médias francophones, Interpol précise bien que les notices, notamment les notices rouges, ne sont pas des mandats d'arrêt internationaux, elles appuient simplement des mandats d'arrêt nationaux ou européens contre certains individus pour rendre plus facile leur arrestation à des fins d'extradition, mais en aucun cas elles ne se substituent à ces mandats décidés par des juridictions nationales ou européennes ou par la Cour pénale internationale (CPI) ou un Tribunal pénal international (TPI). Cette expression est donc obsolète et surtout impropre concernant les notices rouges d'Interpol qui ne sont pas délivrées par une juridiction, mais par l'organisation elle-même.

#### Historique
C'est en 1946 qu'Interpol a mis en place le système des notices internationales. Au départ, l'Organisation a créé cinq types de notices, toutes de couleur différente : rouge, bleu, vert, jaune et noire. En 2004, une sixième notice a été ajoutée, la notice orange.
En 2005, Interpol met en place une septième notice, la notice spéciale INTERPOL-Conseil de sécurité des Nations unies à la faveur de la résolution 1617 du Conseil de sécurité de l'ONU afin d’offrir au Conseil de sécurité un outil efficace pour l’aider à remplir ses prérogatives en ce qui concerne le gel des avoirs, l’interdiction de voyager et l’embargo sur les armes décidés à l’encontre des personnes et entités liées à Al-Qaïda et aux talibans. Cette notice est officiellement adoptée lors de la 74e assemblée générale d'Interpol qui s'est tenue du 19 au 22 septembre 2005 à Berlin.
Le huitième type, la notice mauve, existe depuis 2011.

#### Les différentes notices internationales
Il existe huit types de notices ayant chacun un but différent. La notice la plus connue est la notice rouge qui permet de faciliter la localisation et l'arrestation d'une personne recherchée
| Type de notice                                                 | Signification |
| -------------------------------------------------------------- | --- |
| Notice rouge                                                   | Utilisée pour demander la localisation et l'arrestation d'une personne recherchée par une autorité judiciaire ou par un tribunal international en vue de son extradition.                                                                       |
| Notice bleue                                                   | Utilisée pour recueillir des informations complémentaires sur des individus concernant leur identité, leur lieu de séjour ou leurs activités illicites dans le cadre d'une enquête criminelle.                                                  |
| Notice verte                                                   | Utilisée pour alerter et communiquer des informations de police sur des individus constituant une menace pour la sécurité publique et ayant commis des activités criminelles tout en étant susceptibles de récidiver dans d'autres pays.        |
| Notice jaune                                                   | Utilisée pour aider à retrouver des personnes disparues, en particulier des mineurs, ou à identifier des personnes qui ne peuvent le faire en raison de leur incapacité.                                                                        |
| Notice noire                                                   | Utilisée pour recueillir des informations sur des personnes décédées dont le corps n'a pas été identifié. |
| Notice spéciale INTERPOL-Conseil de sécurité des Nations unies | Utilisée pour appeler l'attention des polices sur des individus ou groupes visés par les sanctions prises par le Conseil de sécurité de l'ONU.                                                                                                  |
| Notice orange                                                  | Utilisée pour alerter la police, les organismes publics et les autres organisations internationales sur les matières dangereuses, les actes criminels ou les événements qui sont susceptibles de constituer une menace pour la sûreté publique. |
| Notice mauve                                                   | Utilisée pour communiquer des informations à modi operandi, procédés, objets, appareils et cachettes utilisés pour perpétrer des actes criminels.                                                                                               |

#### Forme et modes de diffusion
Les notices peuvent renfermer des informations de deux types :
- des éléments d'identification (comprenant le signalement, une photographie, les empreintes digitales, les numéros des pièces d'identité… des individus recherchés) ;
- des éléments juridiques (comprenant la qualification de l'infraction dont l'individu est accusé, les références des lois sur lesquelles se fonde l'accusation ou la condamnation, les références du mandat d'arrêt ou de la décision de justice…).

Le Secrétariat général procède à la publication et à la diffusion des notices rouges de sa propre initiative ou à la demande de Bureaux centraux nationaux (B.C.N.) ou d’entités internationales autorisées. L'ensemble des notices rouges est diffusé sur le site web d'Interpol et est accessible à tous les internautes. Le contenu de certaines notices, sous forme d'extraits, est parfois aussi publié sur le site web si l'entité demandeuse accepte qu'Interpol diffuse ces informations au grand public.

##### Campagnes grand public
En 2023 et 2024, la campagne Identify Me d'Interpol (Notice noire) lance un appel à témoins international auprès du grand public pour donner un nom à des corps de femmes victimes de potentiels assassinats, découverts dans les dernières décennies en Europe et non identifiés à ce jour.
Une carte des lieux de découverte, des listes des corps découverts avec des éléments clés issus des dossiers des victimes (objets, tatouages, reconstitution faciale…) sont accessibles sur le site d'Interpol dans plusieurs langues en vue de permettre d’identifier les femmes décédées. Les éléments susceptibles de choquer un public non averti ne sont pas affichés.
En mai 2025, le bureau national d'Interpol au Botswana a ouvert une enquête sur le programme industriel russe Alabuga Start, à la suite de préoccupations liées à la traite des êtres humains et à la désinformation sur les réseaux sociaux. Cette initiative fait suite à la diffusion de contenus de recrutement ciblant des jeunes Africains, présentés comme des offres de formation ou d’emploi.

#### Chiffres clés
D'après le rapport annuel relatif à l'année 2018, 13 516 notices rouges ont été publiées tandis que 57 347 étaient en cours de validité. Concernant les notices jaunes, 2 397 ont été publiées et 10 886 étaient en cours de validité.
| Diffusion des notices de l'OIPC depuis 2000 |        |       |       |       |       |              |        |        |                   |                              |
| Année                                       | Rouge  | Bleue | Verte | Jaune | Noire | Interpol-ONU | Orange | Mauve  | Nouvelles notices | Notices en cours de validité |
| 2000                                        | 1 077  | 77    | 61    | 215   | 103   |              |        |        |                   |                              |
| 2001                                        | 1 418  | 63    | 13    | 145   | 72    | 1 711        | 10 131 |        |                   |                              |
| 2002                                        | 1 212  | 94    | 149   | 1691  | 100   | 1 684        | 3 555  |        |                   |                              |
| 2003                                        | 1 378  | 159   | 266   | 167   | 133   | 2 037        | 1 702  |        |                   |                              |
| 2004                                        | 1 924  | 779   | 96    | 241   | 121   | 3 161        | 13 586 |        |                   |                              |
| 2005                                        | 2 343  | 241   | 332   | 271   | 70    | 4            | 7      | 3 268  | 15 323            |                              |
| 2006                                        | 2 804  | 359   | 76    | 316   | 114   | 279          | 9      | 4 557  | NC                |                              |
| 2008                                        | 3 126  | 304   | 664   | 385   | 91    | 26           | 7      | 4 596  | 23 898            |                              |
| 2009                                        | 5 020  | 522   | 1 139 | 472   | 103   | 17           | 17     | 7 290  | NC                |                              |
| 2010                                        | 6 344  | 521   | 1 334 | 1 803 | 85    | 19           | 29     | 15 708 | 35 318            |                              |
| 2011                                        | 7 678  | 705   | 1 132 | 1 059 | 104   | 30           | 31     | 8      | 15 708            | 40 886                       |
| 2012                                        | 8 136  | 1 085 | 1 477 | 1 691 | 141   | 78           | 31     | 16     | 20 130            | 46 994                       |
| 2013                                        | 8 857  | 1 691 | 1 004 | 1 889 | 117   | 79           | 43     | 102    | 13 782            | 52 880                       |
| 2014                                        | 10 718 | 2 355 | 1 216 | 2 814 | 153   | 72           | 29     | 75     | 17 432            | 60 187                       |
| 2015                                        | 11 492 | 3 913 | 1 248 | 2 505 | 129   | 51           | 36     | 139    | 19 513            | 67 491                       |
| 2016                                        | 12 878 | n.c.  | n.c.  | 2 675 | n.c.  | n.c.         | n.c.   | n.c.   |                   | 85 888                       |
| 2017                                        | 13 048 | 4 633 | 804   | 2 701 | 135   | 14           | 373    | 187    |                   |                              |
| 2018                                        | 13 516 | n.c.  | n.c.  | 2 397 | n.c.  | n.c.         | n.c.   | n.c.   | 21 025            | 92 395                       |
| Sources : rapports annuels de l'OIPC        |        |       |       |       |       |              |        |        |                   |                              |

## Limites

### Limitations tenant à la nature de l'organisation
À cause du rôle politiquement neutre qu'elle doit jouer, la Constitution d'Interpol lui interdit d'intervenir dans les affaires ne concernant qu'un pays membre, ou les crimes militaires, politiques, religieux ou raciaux. Ses activités tournent autour du trafic et production de drogue, du terrorisme, du blanchiment d'argent, du crime organisé et de la criminalité transnationale.
Il faut ajouter que, contrairement à ce que son nom indique, Interpol n'est pas à proprement parler une organisation policière. Il s'agit plutôt d'une structure d'étude et d'analyse sur la criminalité et le terrorisme. C'est une sorte de grande base de données pour les pays membres, qui produit de l'expertise et de la connaissance. Il n'y a pas de « service action » dans cette organisation : les interventions sont menées par les polices de chaque pays, parfois de manière conjointe (auquel cas un des rôles d'Interpol est de faciliter la collaboration, en améliorant la communication, etc.).

### Limitations structurelles
La situation actuelle d'Interpol est marquée par d'importants problèmes structurels tenant essentiellement à deux raisons :
- le budget notoirement insuffisant[29]. Depuis des années, Interpol a des difficultés financières[29] : son budget en 2013 est d'environ 80 millions d'euros[30]. Interpol a promis de ne pas augmenter les cotisations des 190 États membres[31], se tournant vers le secteur privé. En juin 2011, la Fédération internationale de football (FIFA) a fait un don de 20 millions d'euros[32]. Un an plus tard, en juin 2012, Interpol annonce une enveloppe de 15 millions d'euros du premier fabricant de cigarettes au monde, Philip Morris[33],[34]. En mars 2013, des géants de l'industrie pharmaceutique tels que Sanofi, Pfizer et Novartis[35] signent un chèque de 4,5 millions d'euros au service international de police Interpol[36],[37],[38].
- le nombre élevé de pays participants rendant le fonctionnement de moins en moins fluide[réf. nécessaire].

## Disparition du président d'Interpol

### Concurrence avec Europol
Depuis le début de la construction européenne, en 1999, s'est constituée une structure exclusivement européenne, Europol, qui prend le relais du groupe TREVI, structure ad hoc créée dès 1976. C'est une organisation dissociée d'Interpol, née de la volonté des États européens de se doter d'instruments efficaces au sein de l'Union. Cependant d'autres facteurs ont contribué à la création d'Europol. Les États européens se sont opposés un certain nombre de fois aux États-Unis et ont fini par conclure à la nécessité de créer leur propre organisation, qui continue toutefois à collaborer avec Interpol.

## Critiques
Interpol est accusé de servir comme un outil aux mains de certains États dans le but de traquer et d'arrêter des opposants politiques en dehors de leurs frontières alors que l'article 3 de sa constitution lui impose un principe strict de neutralité. Un documentaire de la chaîne qatarienne Al Jazeera diffusé le 12 janvier 2017 traite de ce phénomène en prenant notamment l'exemple de Bahar Kimyongür. Interpol répond qu'il s'agit de cas marginaux et que les personnes concernées par ces erreurs peuvent demander à la Commission de contrôle des fichiers d’Interpol (CCF) de rectifier ou de supprimer leurs informations.

### Moyen-Orient
Le 7 juin 2021, l'avocat français des droits de l'homme William Bourdon a déposé une plainte officielle à Paris au nom du Gulf Centre for Human rights (en) (GCHR) contre le major général émirati Ahmed Naser Al-Raisi, dans le cas de l'arrestation illégale et de la torture ultérieure du membre du conseil d'administration du GCHR Ahmed Mansoor. La plainte était fondée sur le concept de compétence universelle et cherche à apporter Al-Raisi à la justice alors qu'il est en France à la recherche de la présidence d'Interpol en 2021,.
Le 17 juin 2021, 35 parlementaires français ont dénoncé l'arrivée possible au chef d'Interpol d'un haut responsable de la police des Émirats arabes unis, impliqués dans la répression des militants des droits de l'homme.
Le 24 juin 2021, sept officiels de Lyon ont condamné dans un forum, publié dans Le Monde, l'élection éventuelle au chef de l'Interpol d'un haut responsable de la police des Émirats arabes unis, impliqués dans la répression des militants des droits de l'homme.
En octobre 2021, le Centre du Golfe des droits de l'homme (GCHR), la Ligue française des droits de l'homme et la Fédération internationale des droits de l'homme s'inquiète de la candidature d'Emirati General et de l'inspecteur du ministère de l'Intérieur des Émirats arabes unis, Ahmed Nasser Al-Raisi, pour la présidence d'Interpol, et ont appelé la prochaine assemblée générale des 23 et 24 novembre à Lyon pour le rejeter car les forces ont effectué des actes obscènes sous sa direction.
Le 12 novembre 2021, le site Web de l'information basé à Londres a révélé que les députés allemands ont signé une pétition exprimant leur profonde préoccupation concernant la nomination du général Al-Raisi des ÉAU pour le poste de directeur Interpol. Les signataires ont déclaré que la sélection d'Al-Raisi «mettrait en péril l'image de l'organisation internationale».
Le 18 janvier 2022, une nouvelle plainte pour «torture» et «actes de barbarie» a été déposée par William Bourdon, un avocat d'Ahmed Mansour, à Paris au pôle crimes contre l’humanité du parquet antiterroriste (Pnat), contre l'Emirati Ahmed Nasser Al-Raisi, qui est actuellement en France.
En mars 2022, Ahmed Nasser Al-Raisi fait l'objet d'une enquête en France sur des allégations de « torture » et d'« actes de barbarie » après une plainte d'une organisation non gouvernementale dénonçant le traitement de Ahmed Mansoor un des principaux ennemis de l'Émirati, emprisonné depuis 2017. Le 11 mai 2022, les autorités françaises ont ouvert une enquête contre Al Raisi sur des accusations de torture et de détention arbitraire déposées par deux Britanniques, Matthew Hedges et Ali Issa Ahmad, qui ont été arrêtés aux Émirats,.

## Notice spéciale Interpol-Nations unies
En raison d'une opération contre Al-Qaïda et les Talibans, Interpol a édifié, dans le cadre de la « Notice spéciale Interpol-Nations unies » et avec la collaboration des Nations unies, la liste des personnes susceptibles de sanctions du Conseil de sécurité des Nations unies.

## Fondation Interpol pour un monde plus sûr
La Fondation Interpol pour un monde plus sûr est fondée en décembre 2013 et enregistrée à Genève. Selon Interpol, « la Fondation apporte son soutien aux programmes et aux activités d’INTERPOL tout en étant juridiquement et administrativement indépendante.
Avec l’aide de son Conseil, de son Comité d’honneur et de son Organe de révision, elle sera à l’origine de nouvelles initiatives mondiales en matière de sécurité et veillera à la transparence en ce qui concerne l’affectation de tous les dons ». Le financement de l'organisation est questionné par un groupe de journalistes qui a enquêté sur le fonctionnement de celle-ci : la fondation aurait reçu des dons de certaines multinationales du tabac ou de la pharmacie, voire d'institutions accusées de corruption (telle la FIFA) ou d'États tels les Émirats arabes unis.

## Symboles et signification
Source : site officiel d'Interpol.
- Le globe terrestre évoquant le caractère mondial de l’activité de l’organisation.
- Les rameaux d’olivier, symbolisant la paix.
- Un glaive placé verticalement derrière le globe, symbolisant l’action de la police.
- Les plateaux de la balance symbolisent la justice.

Logo modernisé
Ancien logo[N 3]
Drapeau

## Dans la culture populaire

### Littérature
- Dans le roman Transparences d'Ayerdhal paru en 2004, le personnage principal travaille à Interpol et tente de trouver une mystérieuse tueuse en série.

### Jeux vidéo
- Dans le jeu vidéo Steins;Gate, Interpol apparaît comme l'antagoniste principal.

### Filmographie
- Interpol est évoqué dans l'anime Death Note, dans le deuxième épisode.